# John Johnston
Pour les articles homonymes, voir Johnston.
 (octobre 2018).
Si vous disposez d'ouvrages ou d'articles de référence ou si vous connaissez des sites web de qualité traitant du thème abordé ici, merci de compléter l'article en donnant les références utiles à sa vérifiabilité et en les liant à la section « Notes et références ».
John Warfield Johnston, né le 9 septembre 1818 et mort le 27 février 1889, était un avocat et un politicien américain, originaire d'Abingdon. Il a servi dans le Sénat de Virginie, et a représenté la Virginie au Sénat des États-Unis quand l'État a été réadmis après la guerre de Sécession. Il a été sénateur des États-Unis pendant 13 ans. Il était démocrate.